# Philipp Schneider (Mediziner)
Philipp Schneider (* 20. April 1896 in Wien; † 9. Februar 1954 in St. Johann im Pongau) war ein österreichischer Gerichtsmediziner und Hochschullehrer.

## Leben
Schneider schloss nach dem Besuch der Volksschule und des Gymnasiums die Schullaufbahn in seiner Heimatstadt im Jahr 1914 mit der Matura ab. Anschließend begann er ein Studium der Medizin an der Universität Wien, das er nach Ausbruch des Ersten Weltkrieges wegen Kriegsteilnahme als Soldat der k.u.k. Armee unterbrach. Nach Kriegsende und Entlassung aus italienischer Kriegsgefangenschaft nahm er sein Medizinstudium wieder auf, das er 1921 mit Staatsexamen und Promotion zum Dr. med. abschloss. Anschließend war er als Assistent an der II. Chirurgischen Universitätsklinik und ab Anfang Januar 1923 am Institut für Gerichtliche Medizin unter Albin Haberda beschäftigt, wo er sich im Februar 1923  mit einer Schrift über Thalliumvergiftungen habilitierte.
Schneider betätigte sich seit Beginn der 1930er Jahre nationalsozialistisch. Als Gerichtsarzt war er 1931 am Wiener Landgericht für die Nationalsozialistische Betriebszellenorganisation (NSBO) tätig und trat der NSDAP kurz vor dem NSDAP-Verbot in Österreich Anfang Mai 1933 bei. Im Sicherheits- und Nachrichtendienst der SS-Standarte 89 Sturmbann V leistete er Spitzeldienste. Nach dem Anschluss Österreichs beantragte Schneider am 13. Juni 1938 die reguläre Aufnahme in die Partei und wurde rückwirkend zum 1. Mai des Jahres aufgenommen (Mitgliedsnummer 6.143.333), er versuchte erfolglos bei der Parteiführung eine niedrige Parteimitgliedsnummer entsprechend seinem frühen Parteieintritt zu erlangen. Seit Sommer 1934 war er nach eigenen Angaben Mitglied der SS, wo er dem Stab des SS-Oberabschnittsarztes Donau angehörte, die reguläre Aufnahme fand zum 9. November 1938 statt (SS-Nummer 313.904). Wegen seiner NS-Betätigung musste er zur Zeit des Austrofaschismus Österreich verlassen und siedelte in das nationalsozialistische Deutsche Reich über. Ab Januar 1937 war er zur Einführung am Gerichtsmedizinischen Institut der Universität Göttingen tätig und übernahm dort im August 1938 als Nachfolger des nach Heidelberg gewechselten Berthold Mueller kommissarisch den Lehrstuhl für Gerichtliche Medizin.
Im November 1938 wurde er anstelle des kommissarischen Leiters Anton Werkgartner auf den Lehrstuhl für Gerichtliche Medizin der Universität Wien berufen und wurde Leiter des örtlichen Instituts für Gerichtliche Medizin. Er war auch stellvertretender Obmann der Wiener Medizinischen Gesellschaft. Neben der Institutsleitung übernahm er die Leitung des an das Institut angeschlossene elektropathologische Museum. Schneider war zudem als Gutachter für das Erbgesundheitsobergericht Wien tätig. Innerhalb der SS stieg er im Juni 1939 bis zum SS-Obersturmführer auf.

„Die These, daß Wissenschaft mit Politik und Weltanschauung nichts zu tun habe, führte letzten Endes dahin, daß artfremder Einfluß sich breit machte und Hochschulen zu Brutstätten geistiger Verbildung werden konnten.“

Schneider gehörte auch einer zwölfköpfigen gerichtsärztlichen Kommission an, die im Juli 1943 in der Sowjetunion die exhumierten Leichen des Massakers von Winniza untersucht und die Obduktionsbefunde des Gerichtsmediziners vor Ort Gerhard Schrader bestätigt hatten. Im Ergebnis unterzeichneten die Kommissionsmitglieder ein Protokoll, das die sowjetische Täterschaft für dieses Verbrechen feststellte. Im Krieg war er Sanitätsoffizier der Reserve der Wehrmacht und gehörte bei der Armee zusätzlich zu den beratenden Gerichtsmedizinern.
Während des Zweiten Weltkrieges wurden am Wiener Institut für Gerichtliche Medizin auch Untersuchungen für die Reichskriminalpolizei, die Wehrmacht und weitere Behörden durchgeführt. Im Zuge der Ausweitung seines Aufgabenbereichs wurde Schneider im Herbst 1943 in Personalunion zu seinem Lehrstuhl die Leitung des Kriminalmedizinischen Zentralinstitut der Sicherheitspolizei übertragen. Schneider, der den Serienmörder Bruno Lüdke während dessen Aufenthalts in Wien kriminalbiologisch untersuchen sollte, lehnte im Januar 1944 Menschenversuche an Lüdke sowie dessen Liquidierung ab.
Nach Kriegsende wurde Schneider umgehend aus dem Hochschuldienst entlassen und befand sich danach kurzzeitig in amerikanischer Internierung. Im Rahmen des Kriegsopferversorgungsgesetzes wurde ihm eine gänzliche Arbeitsunfähigkeit bescheinigt und nach seinem Einspruch gegen die Eingruppierung als Belasteter nach dem Verbotsgesetz wurde er im November 1948 als Minderbelasteter eingestuft. Er zog mit seiner schwedischen Frau nach Schweden, wo er am gerichtsmedizinischen Institut in Stockholm tätig war. Gerade nach Österreich zurückgekehrt starb Schneider. Ein Forschungsschwerpunkt von ihm war die Toxikologie. Er war Verfasser von über 50 Publikationen.